# Ne hagyd magad, emberke!
A Ne hagyd magad, emberke! 1959-ben bemutatott magyar rajzfilm, amely Dargay Attila első animációs rövidfilmje. Az animációs játékfilm Dargay későbbi alkotásaitól eltérően, a felnőtt közönséget szólítja meg. A forgatókönyvet Bokor Péter és Teknős Péter írta, a zenéjét Kincses József szerezte. A mozifilm a Pannónia Filmstúdió gyártásában készült.

## Rövid történet
Szatirikus tanmese a hétköznapok szürke kisemberéről, aki a történelem során nem egyszer vált idegen érdekek áldozatává.

## Alkotók
- Rendezte: Dargay Attila
- Írta: Bokor Péter, Teknős Péter
- Zenéjét szerezte: Kincses József
- Narrátor: Márkus László
- Operatőr: Harsági István, Neményi Mária
- Hangmérnök: Bélai István
- Vágó: Czipauer János
- Animátorok: Dlauchy Ferenc, Nepp József, Sóti Klári
- Rajzolták: Bátai Éva, Cselle Lászlóné, Dlauchy Ferenc, Kiss Bea, László Andor, Máday Gréte, Mata János, Nagy Attila, Nagy Pál, Remenyik Lajos, Spitzer Kati, Szabó Albert, Szálas Gabriella, Szemenyei András
- Színes technika: Dobrányi Géza
- Gyártásvezető: Bártfai Miklós, Henrik Irén

Készítette a Pannónia Filmstúdió.